# Dafne (satélite)

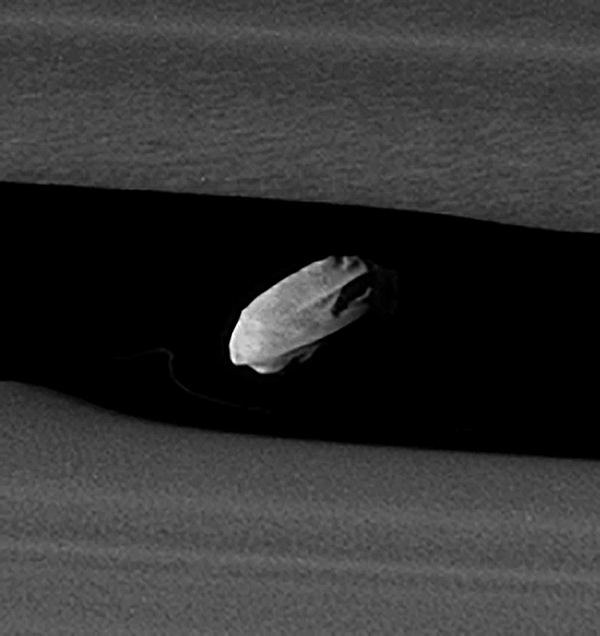
O satélite Dafne fotografado pela sonda Cassini em 19 de janeiro de 2017.

Dafne é um satélite natural de Saturno, provisoriamente apelidado de S/2005 S1 quando foi descoberto em 1 de maio de 2005 pela sonda Cassini. 
Antes mesmo de sua descoberta, já havia a suspeita da existência  desse satélite devido às ondulações já observadas nas bordas do Keeler Gap.
Esta lua de 7,5 quilômetros de largura foi encontrada nas observações do “Keeler Gap”, um vão de 42 quilômetros de largura, no anel A de Saturno, a cerca de 250 quilômetros de sua borda exterior.
A lua Dafne orbita dentro desse vão, mantendo-o "limpo", e no curso de sua órbita ela, com sua massa, provoca "ondulações" nas bordas do vão. As imagens e filmes obtidos em janeiro de 2017, permitiram observar as ondulações provocadas por Dafne.
A análise dessas imagens, com ondulações e outros detalhes, permitiram aos cientistas calcularem o diâmetro e a massa de Dafne.